# 단평
단평(端平, 1234년 ~ 1236년)은 남송 이종(理宗) 조윤(趙昀)의 세번째 연호이다. 3년 가량 사용하였다.

## 개원
- 소정(紹定) 6년 11월 6일[1](율리우스력 1233년 12월 8일)에 연호를 단평(端平)으로 정하고, 다음 해 1월 1일[2](율리우스력 1234년 1월 31일)에 개원함.[3][4][5]

- 단평(端平) 3년 12월 19일[6](율리우스력 1237년 1월 17일)에 연호를 가희(嘉熙)로 정하고, 다음 해 1월 1일[7](율리우스력 1237년 1월 28일)에 개원함.[8][9][5]

## 연대 대조표
| 단평 | 서기(西紀) | 간지(干支) |
| 원년 | 1234년     | 갑오(甲午) |
| 2년  | 1235년     | 을미(乙未) |
| 3년  | 1236년     | 병신(丙申) |

## 동시대 연호

### 중국
금(金)
- 천흥(天興) (1232년 ~ 1234년)

대리국(大理國)
- 인수(仁壽) (1227년 ~ 1238년)

### 베트남
- 티엔응찐빈(天應政平) (1232년 ~ 1251년)

### 일본
- 덴푸쿠(天福) (1233년 ~ 1234년)
- 분랴쿠(文曆) (1234년 ~ 1235년)
- 가테이(嘉禎) (1235년 ~ 1238년)

## 같이 보기
- 중국의 연호 목록